# 대전국악방송
대전국악방송(大田國樂放送, Daejeon Gugak Broadcasting System)은 대한민국 전통 및 창작 국악 보급 교육과 국악의 대중화를 위하여 2017년 7월 14일에 개국한 문화체육관광부 소관의 재단법인으로 대한민국 대전광역시, 충청남도 일부 지역의 국악 전문 공영 라디오 방송국이다.

## 방송국 개요
대전국악방송
- 위치: (34688) 대전광역시 동구 대전로 591 구 TJB 사옥
- 개국: 2017년 7월 14일
- 방송권역
  - 일원: 대전광역시,충주,음성,영동,옥천,제천,단양
  - 일부: 충청남도,세종시

자세한 링크 http://www.gugakfm.co.kr/gugak_web/?sub_num=904

## 주요 사업
- 국악방송사업
- 국악방송프로그램의 제작보급
- 국악창작교육연구 및 각종 대중화사업

## 연혁

### 2010년대
- 2017 07.14 대전국악방송 개국, 개국기념공연 "한밭,비나리"
- 2017 11.14 충청풍류 다이어리 100회 특집 공개방송 [가을일기]
- 2017 11.19 대전국악방송 금강길 굽이굽이 공개방송 [신도시, 역사와 음악을 품다]

## 조직

### 사장
- 이사회
- 감사

### 방송본부
- 심의자료실
- 경영기획부
- 방송제작부
- 방송기술부
  - 방송망인프라팀
- 문화영상콘텐츠부
- 광주국악방송
- 대전국악방송

## 방송 송출 시설망
- 호출부호 : HLEK

| 송신소          | 주파수     | 출력 | 송신소 위치                                   | 비고                       |
| --------------- | ---------- | ---- | --------------------------------------------- | -------------------------- |
| 대전 송신소     | FM 90.5㎒  | 1㎾  | 대전 동구 효동 122-1                          | 대전·세종·충남·충북 전지역 |
| 충주남산 송신소 | FM 101.7㎒ | 300W | 충북 충주시 목벌동 산58-3                     | 2019년 3월 13일부터 개시   |
| 영동 송신소     | FM 99.3㎒  | 300W | 충북 영동군 영동읍 주곡리 산32-3 (KBS청주)    | 2019년 3월 13일부터 개시   |
| 용두산 송신소   | FM 90.1㎒  | 600W | 충북 제천시 신월동 산39-30 (KBS충주)          | 2024년 10월 21일부터 개시  |
| 청주 송신소     | FM 107.5㎒ | 1㎾  | 충북 청주시 서원구 성화동 456 KBS청주방송총국 | 2025년 11월부터 개시 예정  |

### 로고송
- 정겨운 노래가 들려요 흥겨운 장단에 춤춰요 당신의 미소가 번져요 사랑해요 국악방송[2]
- 어화둥둥 내 사랑 둥기둥 두덕 둥기둥 두덕 어화둥둥 내 사랑 사랑해요 국악방송[3]
- 음~ 랄라라 라라라~ 랄라라 라라라~ 랄라라라라 랄랄라 국악방송 사랑해~ 국악방송 사랑해~[4]

## 방송
- 월 ~ 금 08:55, 13:55, 15:55, 19:55 - 국악방송에서 전하는 문화소식입니다 <왕준호>
- 월 ~ 일 05:00 ~ 07:00 - 솔바람 물소리 [대전] <김성필>
- 월 ~ 일 07:00 ~ 08:55 - 창호에 드린 햇살 <박경소>
- 월 ~ 일 09:00 ~ 11:00(본), 00:00 ~ 02:00(재) - 국악산책 <송지원>
- 월 ~ 금 09:00 ~ 10:55 - 꿈꾸는 청춘 [대전] <김경훈>
- 월 ~ 금 09:00 ~ 11:00 - 남도마실 [광주] <지정남>
- 월 ~ 금 11:00 ~ 12:00(본), 22:00 ~ 23:00 (재) - 문화시대 김경란입니다 <김경란>
- 토 11:00 ~ 12:00 - 이금희와 함께 음악의 숲을.. <이금희>
- 월 ~ 금 12:00 ~ 13:55 - 충청풍류 다이어리 [대전] <정영미>
- 토 ~ 일 12:00 ~ 14:00 - 음악이 흐르는 마루 [전주] <이진영>
- 월 ~ 금 14:00 ~ 16:00 - 바투의 상사디야 <바투>
- 토 ~ 일 14:00 ~ 16:00 - 온고을 상사디야 [전주] <강길원>,<방수미>
- 월 ~ 금 16:00 ~ 17:40 - 오후의 음악정원 <김민경>
- 월 ~ 일 16:00 ~ 17:40 - 노래가 좋다 <황민왕>
- 월 ~ 일 17:40 ~ 18:00 - 오정해가 전하는 엄마의 국악 '달강달강' <오정해>
- 월 ~ 일 18:00 ~ 20:00 - 맛있는 라디오 <김필원>
- 월 ~ 목 20:00 ~ 21:00 - FM국악당 <현경채>
- 금 20:00 ~ 21:00 - 김상연의 FM국악당 [광주] <김상연>
- 토 20:00 ~ 21:00 - 신찬균의 FM국악당 [대전] <신찬균>
- 일 20:00 ~ 21:00 - 연구의 현장 <박정경>
- 월 ~ 일 21:00 ~ 22:00 - 글과 음악의 온도 <황인찬>
- 월 ~ 금 23:00 ~ 00:00 - 음악의 교차로 <신창렬>
- 토 ~ 일 22:00 ~ 23:00 - 원일의 여시아문 <원일>
- 토 ~ 일 23:00 ~ 00:00 - 황윤기의 세계음악여행 <황윤기>
- 월 ~ 일 02:00 ~ 05:00 - 흐르는 음악처럼 [광주] <진행자 없음>

## 참조
1. ↑  “제안요청서-대전국악방송 방송시스템 설치(최종)”. 2022년 12월 10일에 원본 문서에서 보존된 문서. 2018년 11월 5일에 확인함.
2. ↑  “보관된 사본”. 2016년 9월 27일에 원본 문서에서 보존된 문서. 2020년 6월 17일에 확인함.
3. ↑  http://skun.info/radio2011/play.php?url=http://cfile24.uf.tistory.com/original/184A134C4F0EE73913A37B 보관됨 2016-09-27 - 웨이백 머신, http://skun.info/radio2011/play.php?url=http://cfile1.uf.tistory.com/original/125C71344E6E783C231DD5 보관됨 2016-09-27 - 웨이백 머신
4. ↑  “보관된 사본”. 2016년 9월 27일에 원본 문서에서 보존된 문서. 2020년 6월 17일에 확인함.